# Macizo Tajt-e Soleimán
El macizo Tajt-e Soleimán (en persa: بلندی‌های تخت سليمان‎) es una subcadena de montañas iraní de la parte central de los montes Elburz. En la región se distinguen alrededor de 160 picos que superan los 4000 metros de altitud, siendo el más alto, famoso y técnico el Alam Kuh (4850 m). La región puede insertarse en un rectángulo de 30 km de ancho y 40 de largo. El macizo queda limitado por el valle de Talekán al sur, la llanura verde de Kelardasht al este, el bosque tropical de Abbas Abad y colinas de espera vegetación al norte, y los bosques de Shahsavar y el valle de Se Hezar al oeste.

## Descubrimiento
El nombre original preislámico era Tajt-e-Yamshid. La región de Tajt-e-Soleymán era desconocida para los foráneos hasta 1933. Douglas Busk, un escalador británico, descubrió e investigó la zona. Más tarde, Busk junto con el profesor Bobek hicieron una detallada exploración de la zona. En 1936 la cadena noroeste (llamada flanco de los alemanes) del Alam Kuh fue escalada por la primera vez por alpinistas alemanes, lo que fue considerado un gran logro entre los alpinistas europeos.

## Galería de imágenes

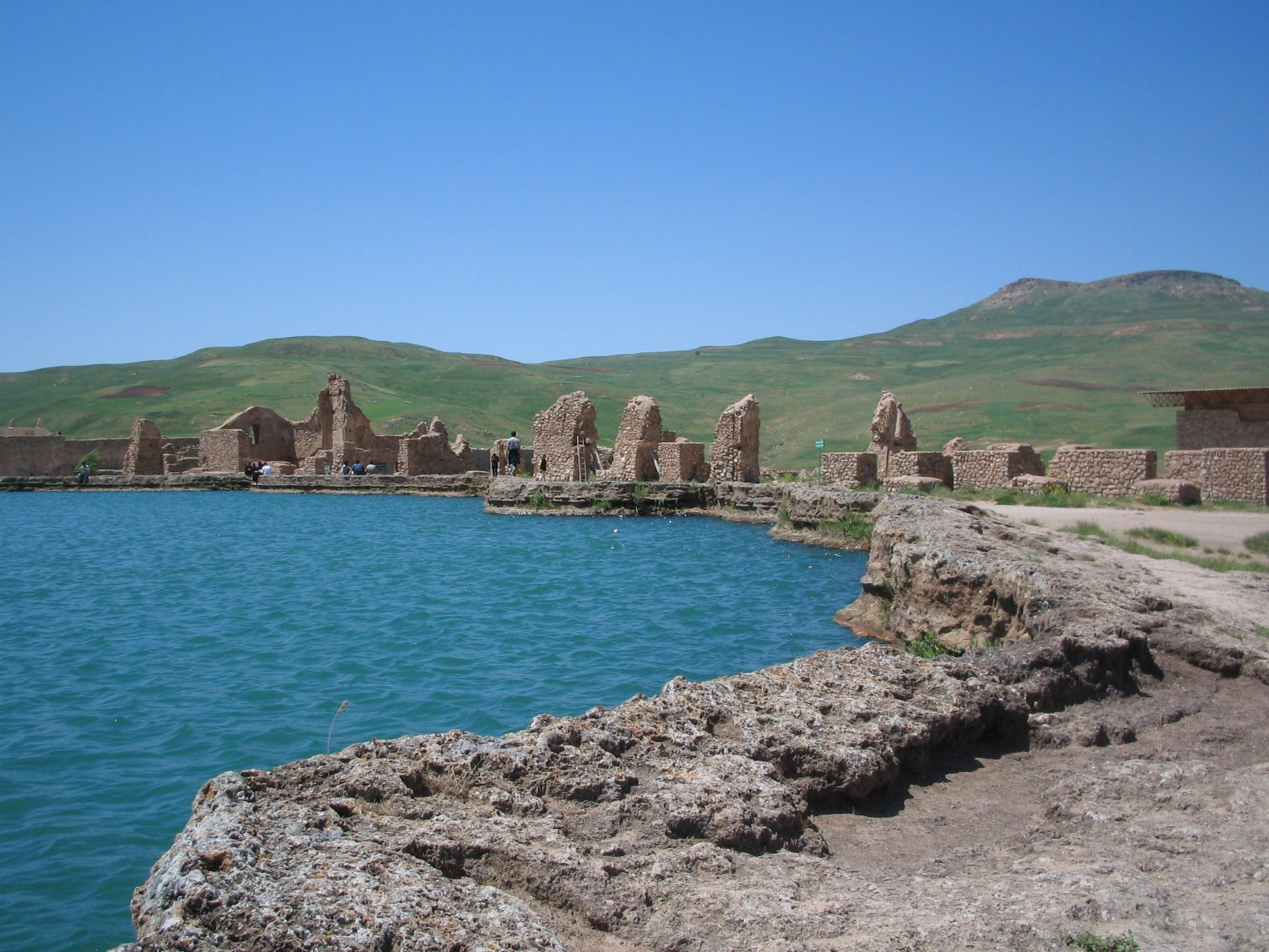
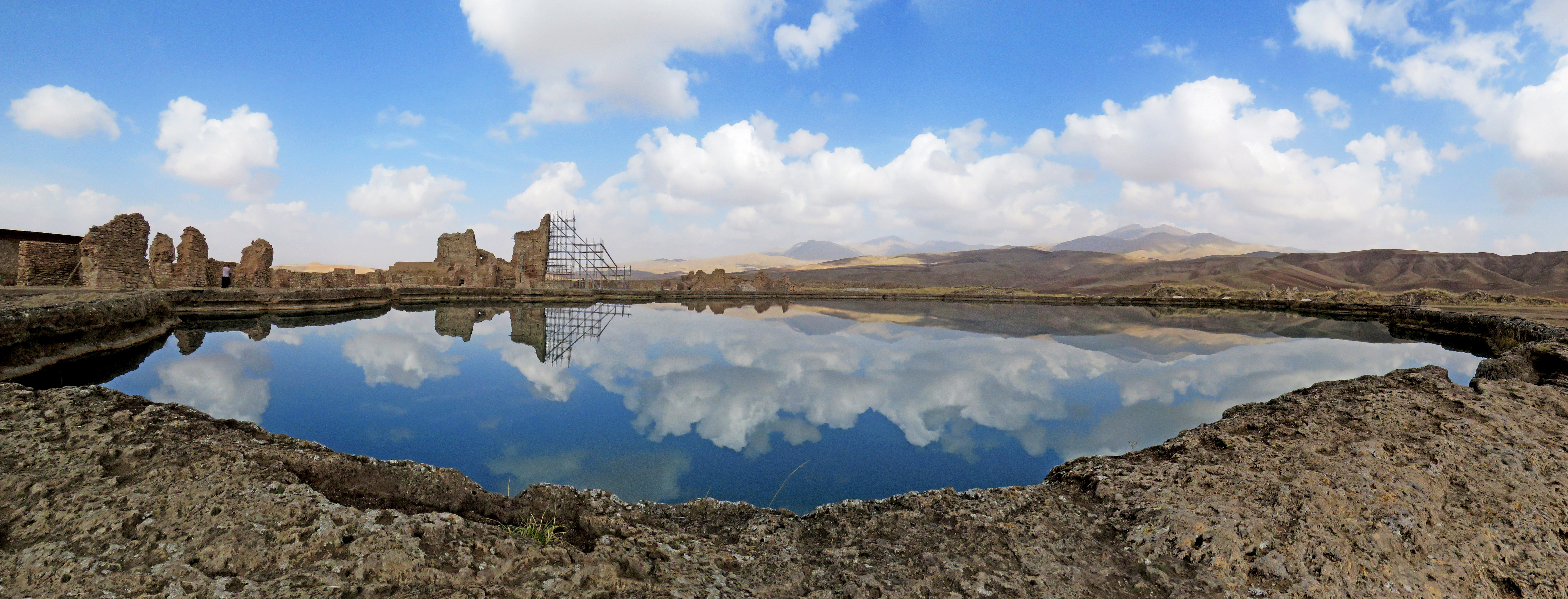
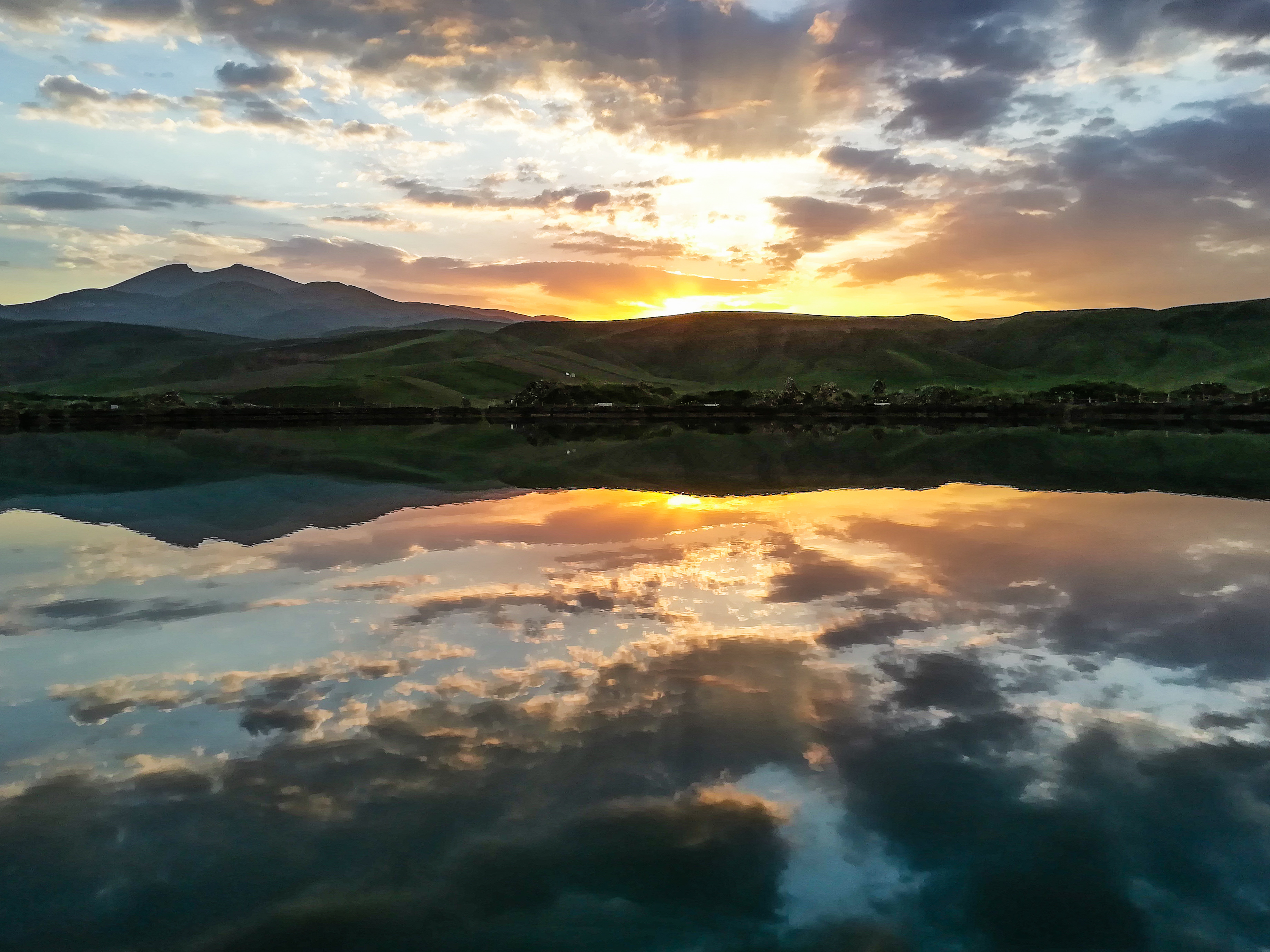
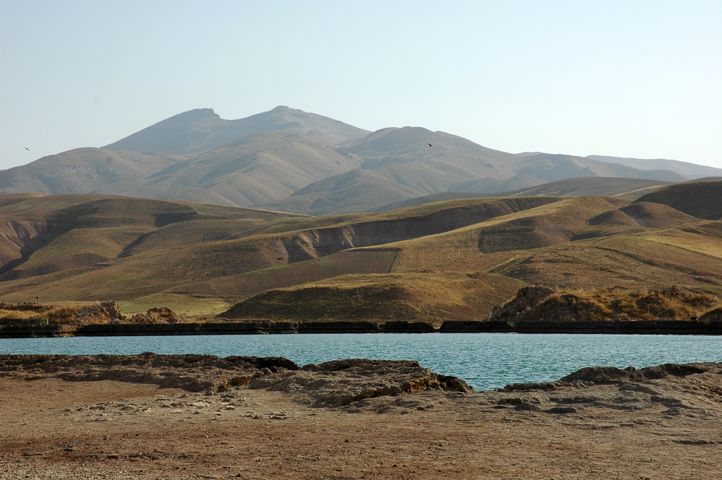
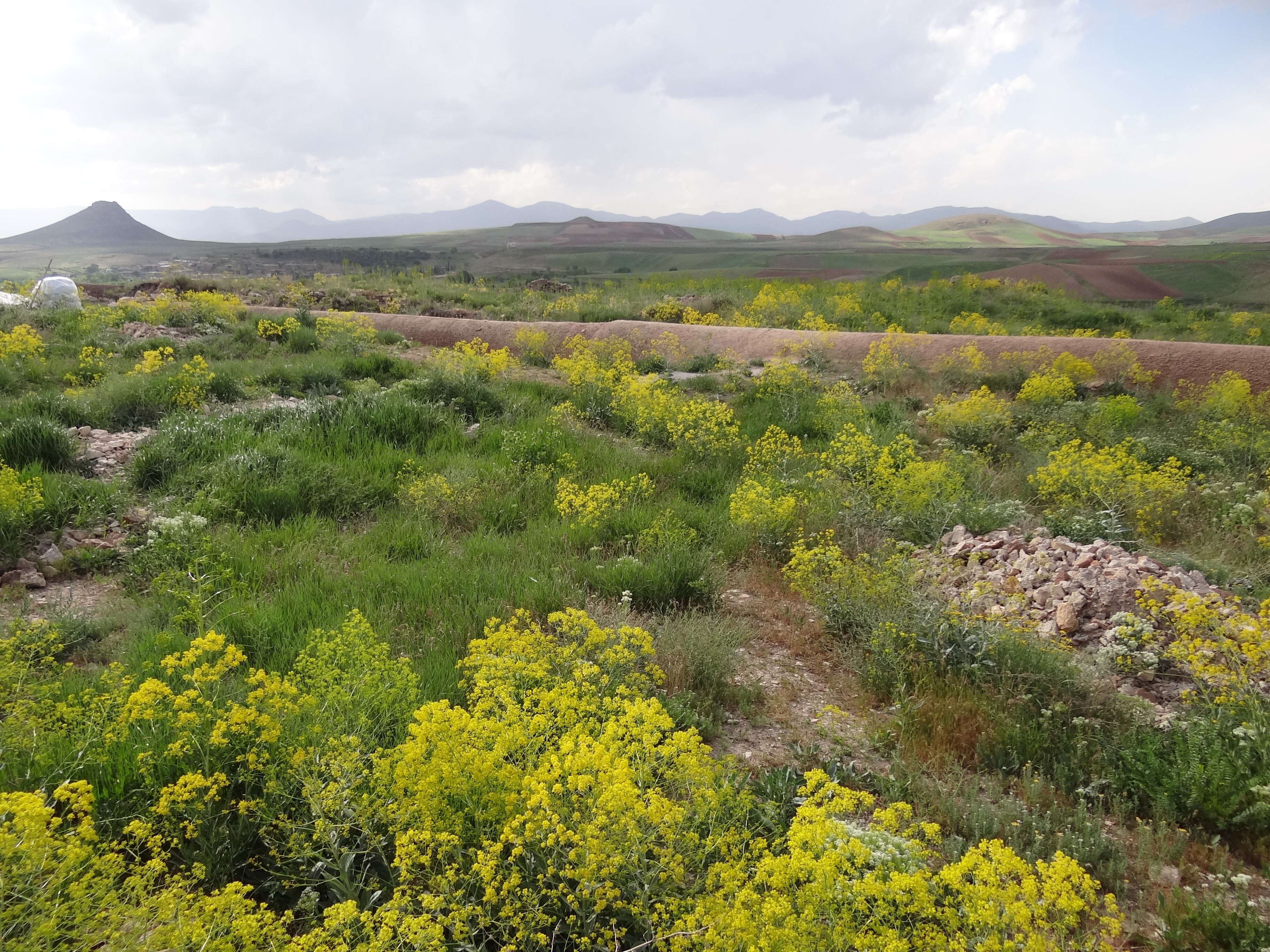
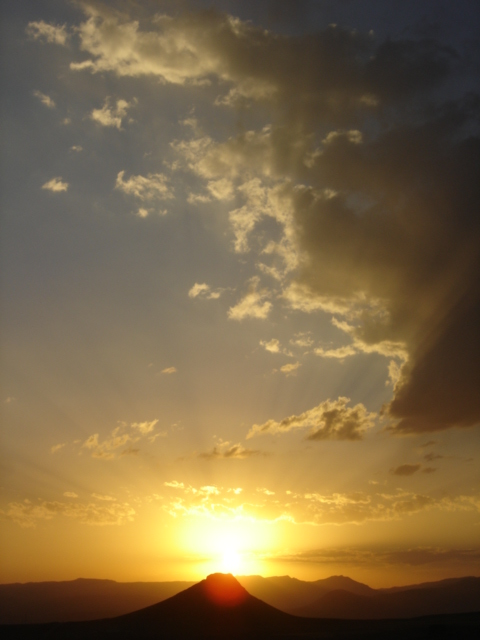
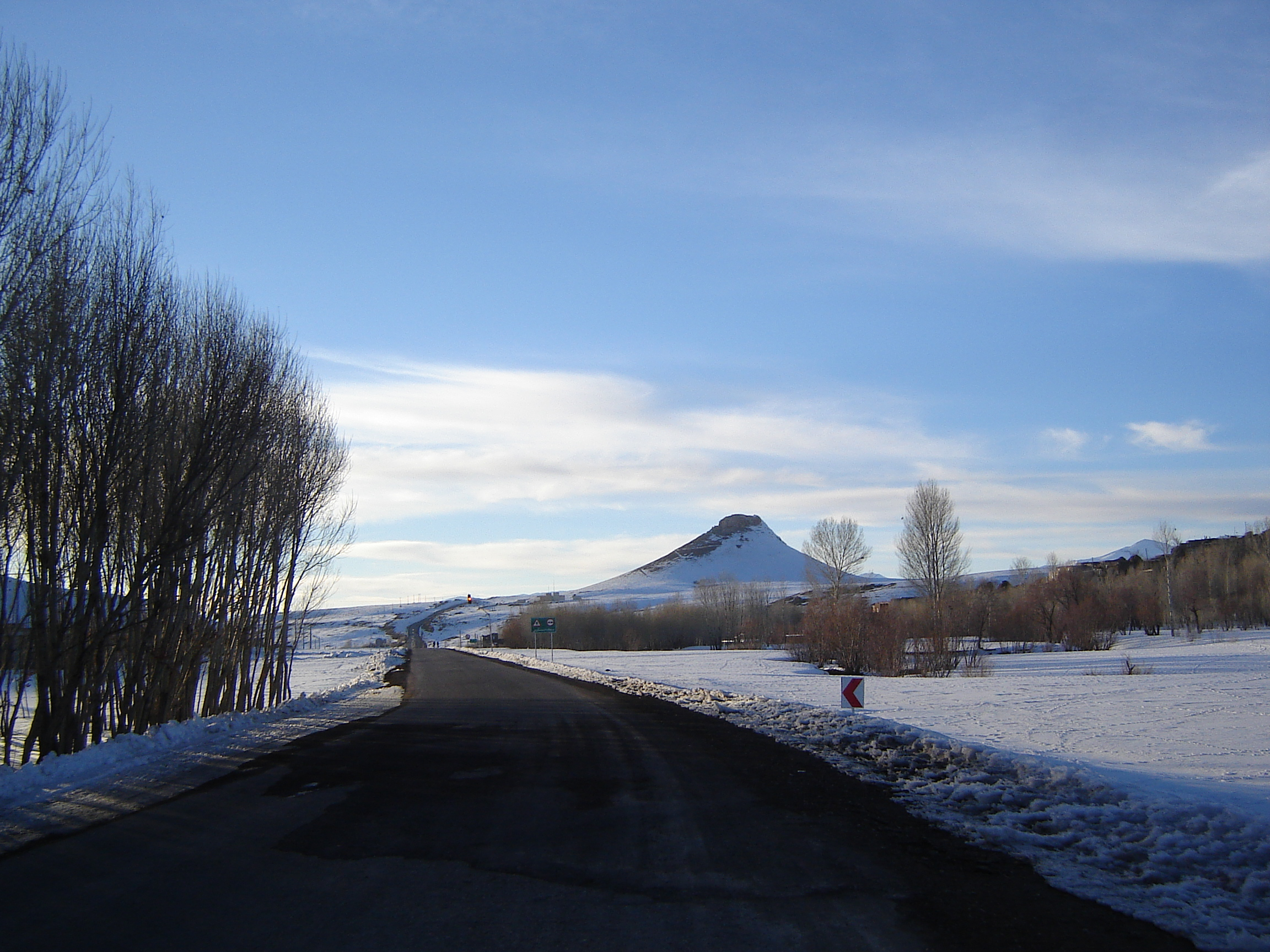
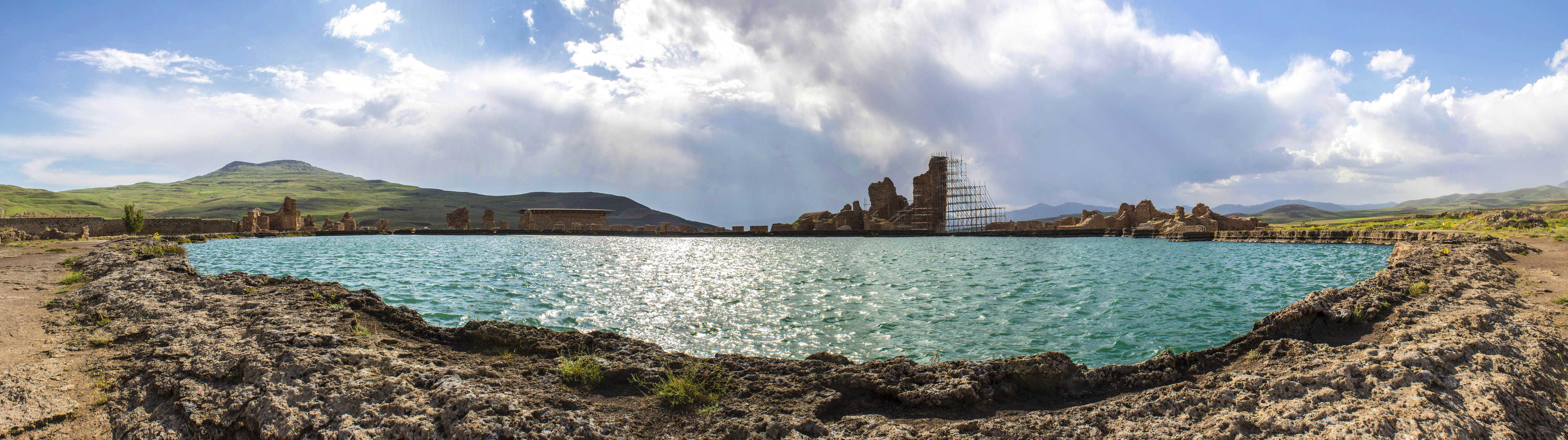
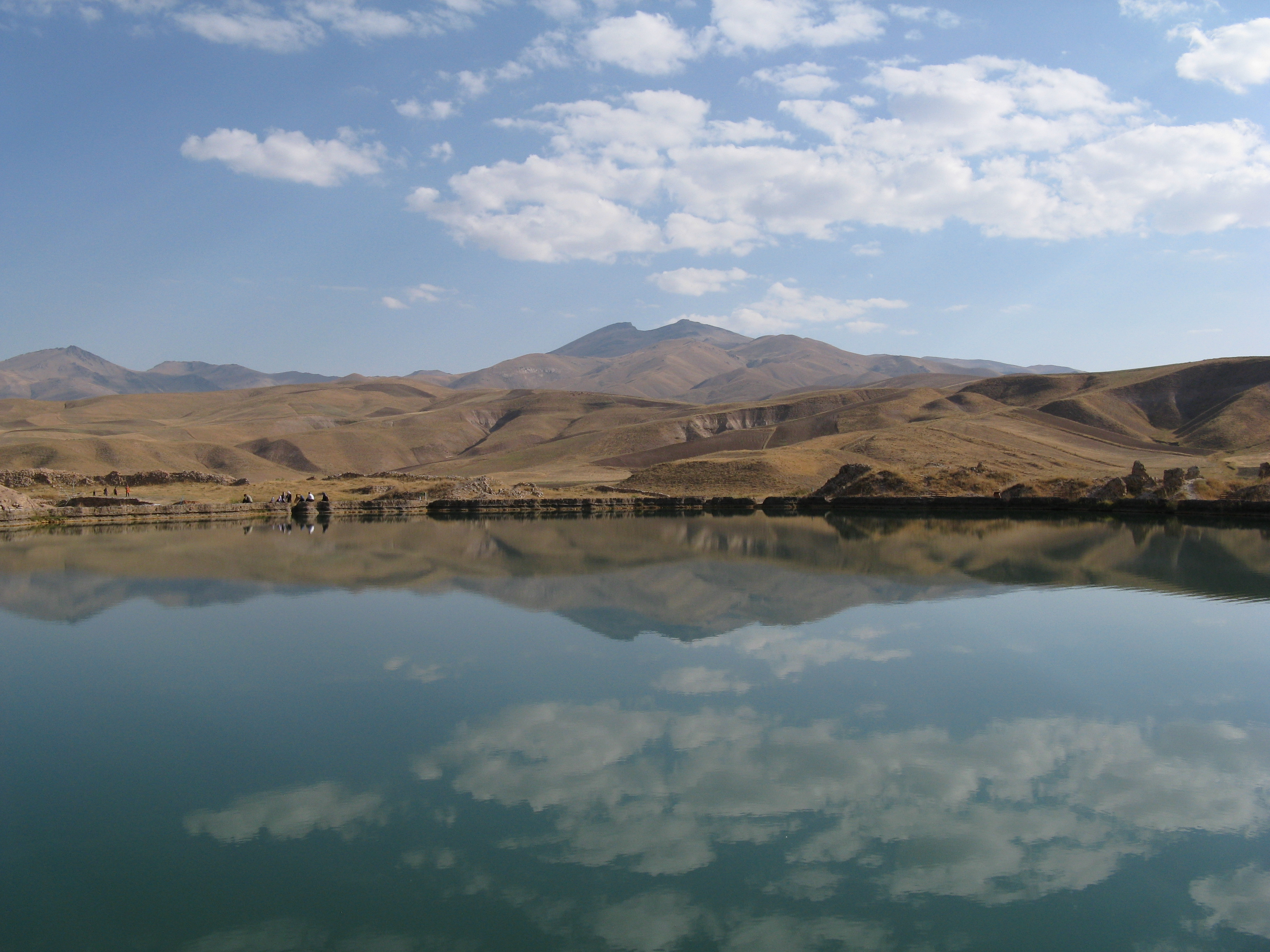
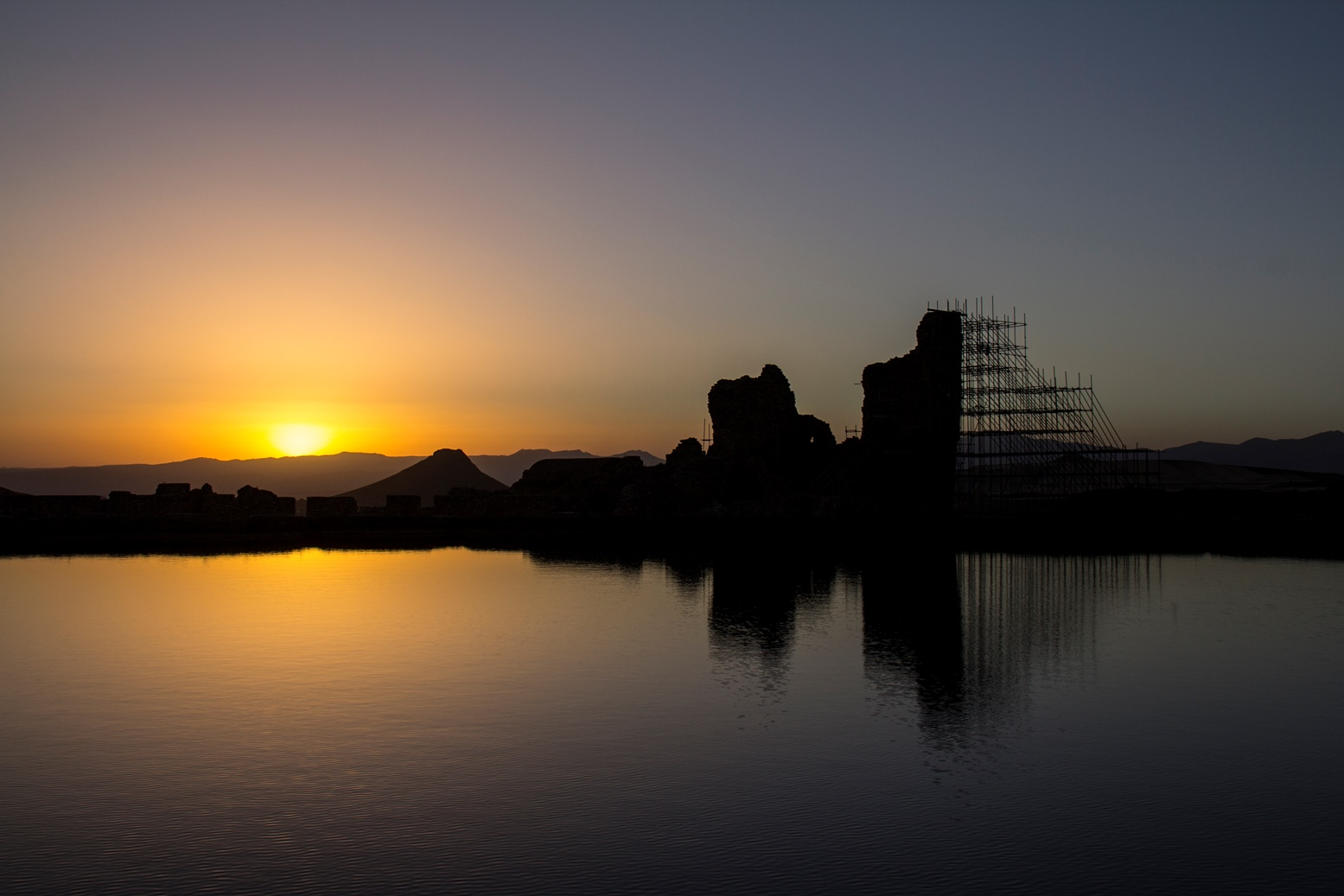
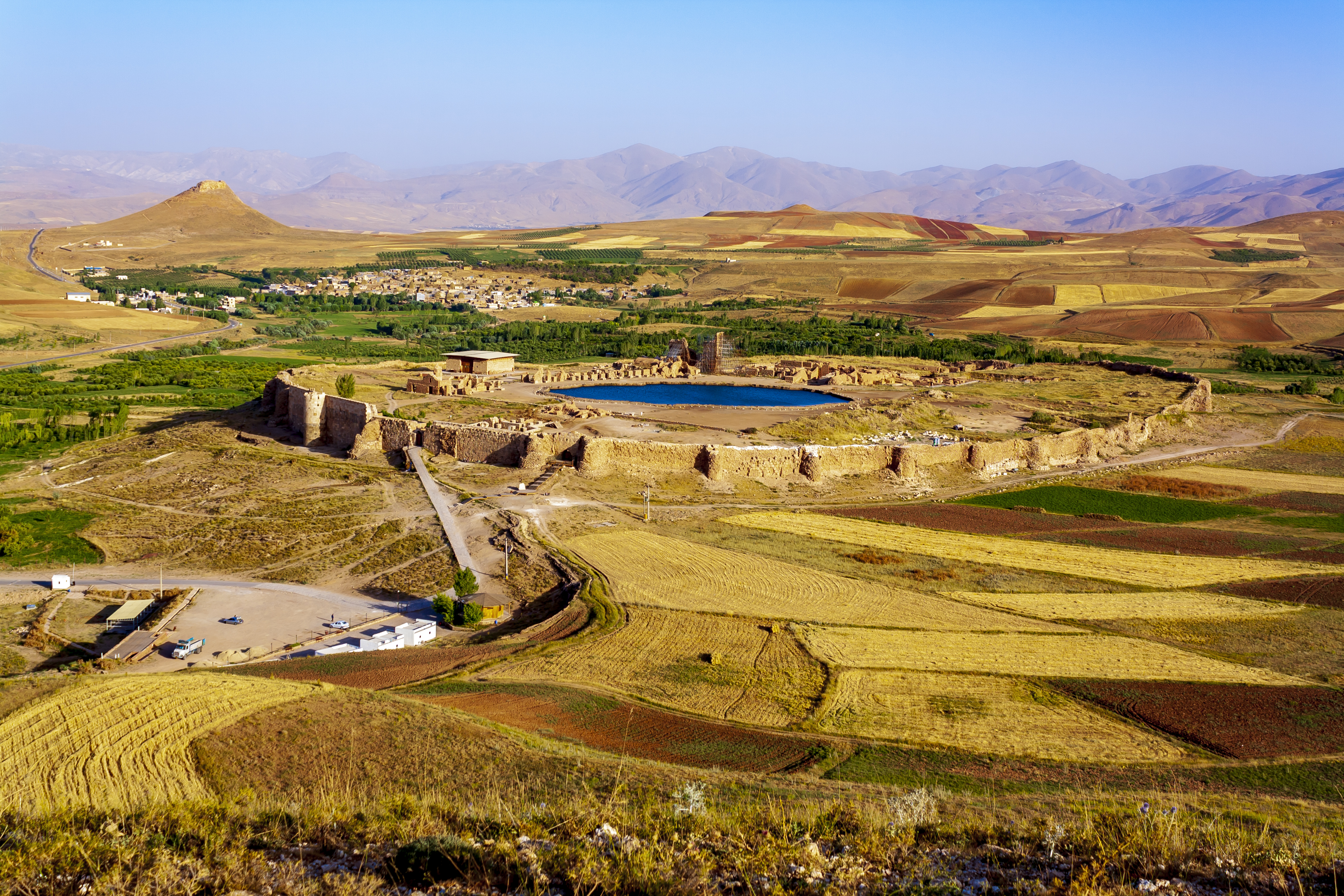
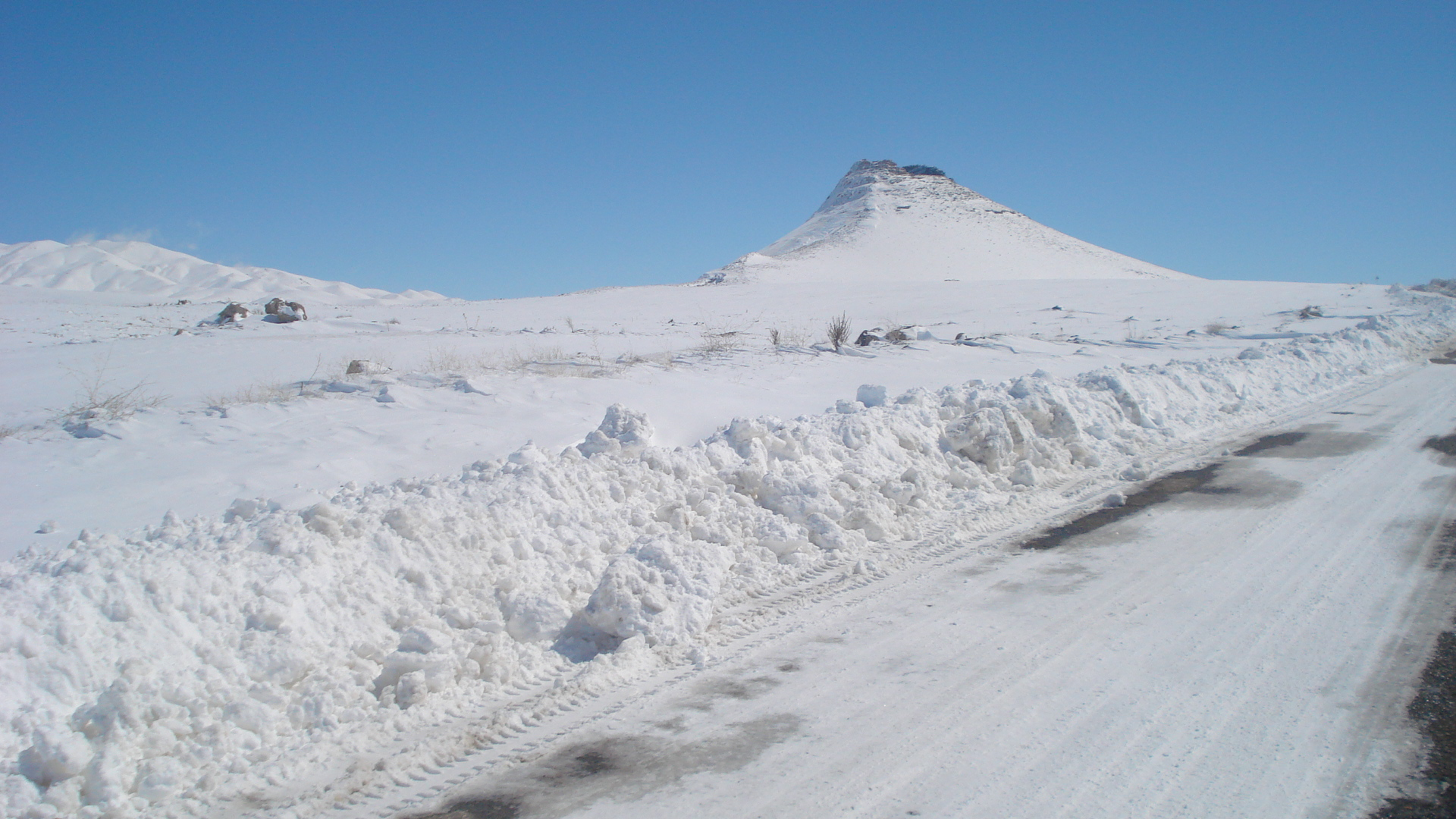